# Теплоелектробус
Теплоелектробус (теплоелектричний автобус, теплобус, опосередковано-автобус з електромеханічною трансмісією) — автономний безрейковий механічний транспортний засіб, призначений для перевезення 7 і більше пасажирів, що рухається за допомогою тягового електроприводу, енергія для якого виробляється на борту власною теплоелектричною генераторною установкою (ТЕГУ). Свою назву теплоелектробус отримав за аналогією із залізничним локомотивом-тепловозом з електричною передачею, так як сконструйований з використанням однакових рішень принципу тяги.
ТЕГУ теплоелектробуса складається з первинного теплового двигуна, за правило дизельного (крім нього, можуть застосовуватися: бензиновий, газопоршневий, тощо), який обертає електричний тяговий генератор.
Ведучі колеса теплоелектробуса, приводяться в рух тяговим електродвигуном (або кількома), який за допомогою електричної системи управління (що включає силові кабелі, контактні або безконтактні комутаційні пристрої та апарати, інше), з'єднаний з тяговим генератором.
При проектуванні і виробництві теплоелектробусів, за правило, використовують уніфіковане за номенклатурою, серійне електричне силове та допоміжне обладнання трамваїв та/або тролейбусів (яке не завжди може підходити по необхідним технічним параметрам, але виправдано економічно).
Дуже часто, теплоелектробус помилково плутають з:
- гібридними автомобілями (автобусами)
- електробусами з підзарядною генераторною установкою
- дуобусами
- вантажними тролейбусами
- тролейбусами з АР (автономним рухом)

Основна відмінність теплоелектробуса в тому, що його тягові (теплові та електричні) машини, об'єднані в електромеханічну трансмісію, а також супутнє силове обладнання, розраховані на повну потужність, необхідну для руху із заданою швидкістю, в різних дорожніх і навантажувальних умовах.
Як яскравий приклад «класичного» теплоелектробуса, можна навести (перший і єдиний радянський автобус з електромеханічною трансмісією) ЗІС-154.